# صندوق TATA

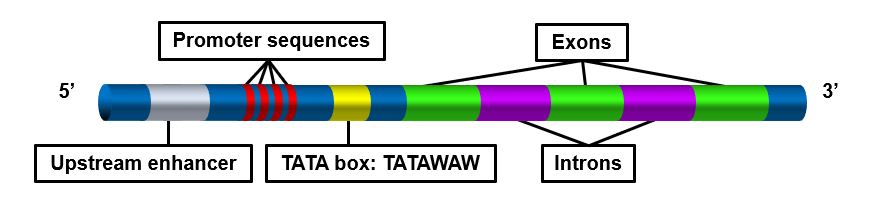
العناصر المكونة لجين، صندوق تاتا بالأصفر وتسلسله حيث W إما نوكليوتيدة T أو A.

صندوق TATA أو صندوق غولدبرغ-هوغنيس (بالإنجليزية: TATA box)‏ هو تسلسل دنا يتواجد في منطقة المحفز لدى العتائق وحقيقيات النوى، صيغته 5'-TATAWAW-3' حيث W إما نوكليوتيدة T أو A، ويقع على بعد حوالي 25-35 نوكليوتيدة من موقع بداية النسخ
مثيل صندوق تاتا لدى بدائيات النوى يسمى صندوق بربنو ويحتوي على تسلسلات متوافقة أقصر.
يعتبر صندوق تاتا تسلسل دنا غير مشفر (ويعرف كذلك بـ: عنصر تنظيمي-مقرون). سُمي هذا التسلسل «صندوق TATA» لاحتوائه على تسلسل متوافق يتميز بتكرار الأزواج القاعدية T وA. أما أصل الكلمة صندوق فهو غير واضح. في العقد 1980 عندما كان البحث جاريا لتحديد تسلسللات مواقع كروموسومية في جينوم فأر، تم اكتشاف تسلسل صندوق هوغنيس و"صندقته" في الوضعية -31. عند مقارنة النوكليوتيدات المتوافقة والمختلفة، قام الباحثون بصندقة (تحديد وحصر مكان) التسلسلات المتماثلة. صندقة التسلسلات ربما تكون هي أصل استخدام الكلمة صندوق.
حُدد صندوق تاتا لأول مرة سنة 1978 كمكون لمحفزات حقيقيات النوى. يبدأ النسخ عند صندوق تاتا في الجينات المحتوية على صندوق تاتا، وهو موقع الارتباط الخاص بالبروتينات المرتبطة بـTATA ‏ (TBP) وعوامل نسخ أخرى في بعض جينات حقيقيات النوى. يعتمد نسخ الجينات بواسطة بوليميراز الرنا 2 على تنظيم مركز المحفزات بواسطة عناصر منظمة طويلة المدى مثل المعززات والمسكتات. من دون التنظيم المناسب للنسخ، لا يمكن للكائنات حقيقية النوى الاستجابة والتكيف المناسب مع بيئتها.
بناء على تسلسل وآلية بدء صندوق تاتا للنسخ، يمكن أن تتسبب طفرات في هذا التسلسل المتوافق مثل: الغرز أو الحذف أو الطفرة النقطية بتغيرات نمطية ظاهرية ويمكن أن تتحول هذه التغيرات النمطية الظاهرية إلى أمراض ظاهرية. من بين الأمراض التي لها صلة بطفرات في صندوق تاتا: سرطان المعدة، رنح نخاعي مخيخي، داء هنتنغتون، العمى، ثلاسيميا، التثبيط المناعي، متلازمة غلبرت والأنواع الفرعية لفيروس العوز المناعي البشري. يمكن أن تُستهدف البروتينات المرتبطة بصندوق تاتا بواسطة الفيروسات كوسيلة لاستغلالها في نسخ جينوماتها.